# 宍戸隆家
宍戸 隆家（ししど たかいえ）は、戦国時代から安土桃山時代にかけての武将。安芸国高田郡甲立（現在の広島県安芸高田市甲田町上甲立・下甲立）の五龍城を本拠とする国人領主・安芸宍戸氏の当主。毛利元就の次女・五龍局を妻として毛利氏の一門衆となった。なお、当時の文書において苗字の「宍戸」は、「完戸」または「鹿戸」（読みはいずれも「ししど」）と表記されている。

## 生涯

### 幼少期
隆家誕生前の永正15年（1518年）6月21日、隆家の父・宍戸弥三郎元家が死去。元家の死後、元家の妻（山内直通の娘）は実家である山内家に戻り、同年の永正15年（1518年）に隆家が誕生したとされる。幼名は「海賊」。山内家で誕生した隆家は、外祖父・山内直通のもとでしばらく養育され、大永3年（1523年）に祖父・宍戸元源に引き取られて宍戸家に戻る。元服に際しては大内義隆から偏諱を受けて「隆家」と名乗った。

### 安芸・備後での戦い
宍戸氏は安芸国の国人として代々毛利氏と争っていたが、天文3年（1534年）1月18日に毛利元就が年頭の賀辞を述べるために五龍城を訪問した際に元就の次女・五龍局と隆家の婚約が決まり、後に正式に婚姻する。婚姻の時期について正確な年は不明だが、五龍局が享禄2年（1529年）生まれで、長男の宍戸元秀が天文16年（1547年）生まれとされていることから、吉田郡山城の戦い後の天文10年代前半と考えられている。
天文9年（1540年）9月4日、安芸国に侵攻した尼子詮久（後の尼子晴久）が高田郡多治比の風越山に本陣を構えたことで、毛利元就は吉田郡山城に籠城。宍戸元源も居城である五龍城に籠城して尼子軍の侵攻に備える一方、嫡孫の隆家を吉田郡山城に入城させて他意の無いことを示した（吉田郡山城の戦い）。翌天文11年（1541年）1月13日に尼子軍が出雲国へ撤退すると、毛利軍は武田信重の守る佐東銀山城への攻撃を開始し、同年5月13日に宍戸元源と隆家は天野興定、熊谷信直、香川光景、己斐豊後守らと共に佐東銀山城を強襲。この時の戦いで宍戸氏配下の庄原孫四郎、神代内蔵允、木原源三兵衛、山県左馬助、佐々部惣左衛門らが奮戦し、敵兵数十人を討ち取る武功を挙げている（佐東銀山城の戦い）。
天文11年（1542年）1月から始まる大内義隆による出雲侵攻（第一次月山富田城の戦い）においては、毛利元就・隆元父子をはじめとする安芸国人らと共に隆家が従軍している。
天文17年（1548年）に陶隆房（後の陶晴賢）を大将とする大内軍が備後神辺城の山名理興を攻撃した神辺合戦において、隆家は毛利隆元や吉川元春らと共に毛利元就の軍に属して大内方として出陣。同年5月18日と5月20日の神辺城への総攻撃に隆家も加わり、宍戸氏家臣の江田元勝と中所元信が敵の首級を挙げている。
天文20年（1551年）9月1日、陶隆房らの謀反（大寧寺の変）により大内義隆が自害すると、同年9月4日に毛利元就は大内義隆の意向で平賀氏を継いでいた平賀隆保の頭崎城を攻撃して追放し、平賀氏の先代当主・平賀隆宗の弟である平賀広相に家督を相続させる。頭崎城から逃れた平賀隆保は安芸国西条の槌山城主・菅田宣真を頼ったため、元就は同年9月8日に安芸国西条へ進軍し、9月11日に槌山城の西から福原氏と志道氏を先鋒とする毛利元就・隆元の本軍、南から小早川隆景軍、東から吉川元春と隆家の軍が槌山城を攻撃した。しかし、槌山城の守りが堅固で損害が大きかったため、元就は全軍を一度退却させ、城兵が追撃してきたところを隆家の軍が反撃。それに続いて各軍が再び槌山城への攻撃を再開して外郭を占領したため、本丸に追い詰められた平賀隆保は自害し、菅田宣真は降伏した。
天文22年（1553年）、毛利元就による祝甲斐守・治部大輔父子が籠城する備後高杉城攻めに、吉川元春、小早川隆景、平賀広相、湯浅元宗らと共に従軍。同年7月23日、吉川元春や小早川隆景と共に高杉城を平坦な西南方向から攻め、祝父子を討ち取って高杉城を陥落させた。この戦いで宍戸氏配下の佐々部祐賢が敵の首級を挙げたため、翌天文23年（1554年）8月10日に隆家が感状を発給している。
また、同年の天文22年（1553年）に母方の従兄弟にあたる備後山内氏当主・山内隆通に対し毛利氏へ帰順するように口羽通良と共に説得を行い、同年12月3日に山内隆通は9ヶ条の条件を隆家に提示した。元就と隆元は三谿郡和智村と涌喜氏に関する2ヶ条を除く7ヶ条を承認して起請文を山内隆通に送り、この返答を受け入れた隆通は毛利氏に帰順した。

### 防芸引分から防長経略
天文23年（1554年）6月5日の折敷畑の戦いでは毛利元就に従って一隊を率い、福原貞俊と共に陶晴賢が派遣した宮川房長の軍と戦う。
天文24年（1555年）4月9日の安芸矢野城主・野間隆実攻めでは、毛利隆元、吉川元春、小早川隆景、志道元保、福原貞俊らと共に従軍。毛利軍が温科方面から襲来すると予想して備えていた野間軍が元就本軍の佐東進出に対応して移動したところを、吉川元春、小早川隆景、隆家らが夜陰に乗じて温科から攻撃を開始。それに呼応して元就本軍も進出して4月11日に矢野城の尾首にある周防衆が籠る明神山の新城を奪取し、温品方面の軍が矢野城に迫ったことで、野間隆実は援軍として籠城していた大内氏家臣の羽仁中務と小幡左衛門と共に、舅の熊谷信直を仲介として元就に降伏した。
同年9月27日に厳島の戦いのために元就らが吉田郡山城から出陣した際には尼子氏の南下に備えるために隆家が吉田郡山城の守備にあたったが、厳島の戦い後に始まる防長経略には隆家も従軍し、10月27日に杉隆泰の鞍掛山城を攻撃した際には隆家と深瀬兵庫助が敵の首級7つを挙げている。その後、一時的に防長経略から離れ、弘治2年（1556年）3月11日に石見銀山奪回のために石見国へ出陣した尼子氏撃退と佐波興連救援のため、吉川元春や口羽通良らと共に石見国に出陣したが、弘治3年（1557年）2月から3月にかけての須々万沼城への総攻撃には隆家も従軍した。
弘治3年（1557年）11月25日、毛利元就が周防国都濃郡富田の勝栄寺において毛利隆元・吉川元春・小早川隆景宛てに三子教訓状を記しているが、その第8条において、五龍局が嫁いだ宍戸氏も隆家の代は三人と同じく毛利一門と同様に扱うことを頼んでいる。
また、同年12月2日に毛利元就・隆元父子をはじめとして、隆家を含む安芸国の国人領主が軍勢狼藉や陣払の禁止等を申し合わせた傘連判状を作成する。傘連判状は一般的に署名者が対等の立場であることを示す形式であるが、この傘連判状は実質的には毛利氏の主導で狼藉問題を解決するための協約として成立していることから、独立した国人領主であった宍戸氏が毛利氏の傘下に入ったことを示すものと評価されている。

### 山陰攻略
永禄4年（1561年）3月、毛利元就と隆元に同行して、小早川隆景の新高山城を訪問する。同年11月、毛利氏が北九州で大友氏と戦っている隙を突いて石見国で福屋隆兼が離反し、尼子氏家臣・湯惟宗と共に吉川経安と都治隆行が守る福光城を攻撃したことで、救援の為に吉川元春と隆家が石見国邇摩郡大田に進出し、元就も手勢を率いて邑智郡川本に出陣した。この動きを受けて、福屋隆兼と湯惟宗は福光城の包囲を解いて退却したため、吉川元春と隆家は川本で元就と面会して今後の対策を協議し、川本の南方にある福屋隆兼の属城で中村康之が守る中之村城を攻略したが、城兵の頑強な抵抗により、隆家の家臣である江田木工助や吉川元春の家臣である綿貫左馬助らが戦死し、井上元継や福間元明をはじめとして多くの負傷者を出している。
永禄6年（1563年）2月、隆家の三女・南の大方（清光院）と毛利輝元の婚約が成立。2月17日に隆家は婚約の祝儀として輝元に金覆輪の太刀一腰と黒毛の馬一疋を贈り、毛利隆元は2月28日に正家の太刀一腰と雲雀毛の馬一疋を隆家に贈っているが、将軍・足利義輝の仲介で、輝元に大友宗麟の娘を嫁がせて毛利氏と大友氏の和議を結ぶことが決まったことにより、輝元と南の大方の婚約は一度は破談となった。しかし、毛利氏と大友氏の和議が破綻したことで輝元と大友宗麟の娘の婚姻が実現しなかったため、改めて輝元と南の大方の婚姻が進められ、永禄11年（1568年）11月に吉田郡山城内において盛大な婚儀が執り行われることとなる。その他に次女の春木大方が吉川元春の嫡男である吉川元長の正室となっている。また、長女の天遊永寿は伊予河野氏当主・河野通宣と婚姻しており、その縁もあって永禄10年（1567年）からの伊予出兵では河野氏支援に動いている。
永禄6年（1563年）10月、白鹿城の戦いで出雲白鹿城を攻め落とした元就は、月山富田城攻めが持久戦となることを想定して島根郡洗合に陣を構築し、毛利水軍を率いる児玉就方に日本海上を警備して尼子氏の兵糧輸送を遮断させる一方、三刀屋方面に在陣する隆家には安芸国吉田から出雲国赤穴への兵站線確保に努めさせている。
永禄13年（1570年）1月6日、尼子勝久と山中幸盛が率いる尼子再興軍鎮圧のため、毛利輝元が総大将として大軍を率いて出雲へ出陣。この時、輝元は粟屋元真や国司元武ら譜代家臣を従え、吉川元春が石見勢を、小早川隆景が備後勢を、隆家が備中勢を率いた。また、その他に天野元定や熊谷信直ら安芸国人と毛利水軍約200隻も従軍している。しかし、同年に元就が重病となったため、元就の看病のために輝元と隆景は9月5日に出雲から撤退し、元春と隆家らが引き続き山陰に残って尼子再興軍と戦った。
元亀2年（1571年）6月14日に元就が死去すると、元春は元就の弔い合戦と称し、6月下旬に隆家、天野隆重、口羽通良らを率いて出雲国神門郡の高瀬城を進発し、尼子氏の与党が多く残っている伯耆国へ出陣した。

### 毛利輝元時代
天正2年（1574年）10月、備中の三村元親が毛利氏に反旗を翻し備中兵乱が始まると、同年閏11月初めに毛利輝元と小早川隆景が吉田郡山城から備中国へ出陣し、隆家も従軍した。同年12月26日に三村政親が守る備中西部の国吉城を毛利軍が包囲し攻撃を開始すると、敵わないと見た三村政親はしきりに降伏を申し出たが、小早川隆景は備中攻めの初戦であるため城兵は悉く討ち果たすべしと主張して降伏を認めず、国吉城への攻撃を続行。12月30日に三村政親が密かに国吉城を脱出したが、翌日の天正3年（1575年）1月1日に国吉城は陥落した。この時毛利軍が討ち取った敵兵はほぼ全滅にあたる305人に及んでいるが、その内の53人を隆家の軍が討ち取っており、95人を討ち取った輝元本軍を除くと最も数が多かった。
天正6年（1578年）2月に播磨三木城主・別所長治が毛利氏に服属し、備前国の宇喜多直家が小早川隆景を通じて播磨上月城の奪還を勧めたことを受け、毛利輝元は播磨国への出征を決定。同年3月12日、出雲国の月山富田城に在城した吉川元春が山陰の諸氏15000余を率い、安芸国沼田の新高山城に在城した小早川隆景が隆家を含む山陽の諸氏20000余の軍勢を率いて毛利軍の先鋒として出陣した。次いで輝元が手勢を率いて備中松山城で全軍の指揮を執り、児玉氏、村上氏、乃美氏等の水軍が播磨国や摂津国の諸港を占領して瀬戸内海の制海権を確保した。同年4月18日に毛利軍は尼子再興軍が籠る上月城を大軍で包囲。上月城は3ヶ月持ちこたえたが、7月3日に尼子勝久が自害して開城降伏した（上月城の戦い）。7月5日には元春、隆景、隆家、口羽春良が連署して、上月城兵の下城の際に毛利氏から人質を出して城兵全員の助命を保証する旨の起請文を上月城中の山中幸盛、立原久綱、日野五郎に送っている。
天正8年（1580年）9月6日、嫡男・元孝（後の元秀）と共に山内隆通・広通父子に宛てて、隆家の祖父である宍戸元源以来の宍戸・山内両家の関係等について述べ、今後も互いに協力することを誓う起請文を送っている。その後、隆家との融和の祝儀として山内隆通からは隆家に太刀一腰と青銅1000疋が送られている。
天正10年（1582年）、備中高松城の戦いにおいて隆家は、吉川元春や小早川隆景と同様に毛利輝元の「吉田衆」とは異なる独自の軍勢を編成しており、いまだに自立性を保っていた。その一方で、元就晩年期から輝元初期にかけて毛利氏の領国運営を担った御四人に隆家は含まれておらず、軍事的には毛利氏中枢の一角を占めた隆家であったが、政治的には毛利氏の領国全体の運営に携わることは無かった。
天正12年（1584年）、山内隆通の嫡男・広通が人質として隆家のもとに出向く。

### 晩年
天正19年（1591年）、輝元が広島城に入城し、隆家も広島城内に屋敷を構える。
文禄2年（1593年）2月5日に死去。享年76。嫡男の宍戸元秀は廃嫡されていたため、嫡孫である宍戸元続が後を継いだ。
毛利元就の娘・五龍局を通じて毛利氏と縁戚関係を持ち、吉川元春や小早川隆景らと軍事行動を共にして各地で戦功を挙げるなど毛利氏に忠節を尽くした宍戸氏は、江戸時代において萩藩（長州藩）の一門筆頭とされた。

## 墓所
現在の広島県安芸高田市甲田町上甲立に隆家が菩提寺として建立した天叟寺の跡があり、その奥に宝篋印塔を墓石とする隆家と継室の墓所がある。隆家の墓所は江戸時代には荒廃したが、文政年間に地元民によって整備され、昭和44年（1969年）4月に高田郡吉田町（現在の安芸高田市）の史跡として指定された。
また、隆家墓所の向かいの山中には隆家の火葬地跡の伝承地があり、現在は盛り土の上の方形の石列区画に「宍戸隆家公御灰塚」と刻まれた石碑が据えられ、周囲に溝と石列が残っている。元々は灰塚の標木としてヒノキが植えられていたが、大正12年（1923年）に隆家の大叔父である司箭院興仙を祀る宍戸司箭神社を五龍城跡の一角に再建した際に材木として使用された。現在の石碑はそれ以降に設置されたものと考えられている。

## 逸話
- 後世の系図によると、享禄2年（1529年）2月14日に家臣の讒言によって後見役であった叔父の宍戸隆忠を隆家が殺害したことが記されており、元禄16年（1703年）に宍戸就延の命を受けた等々力正識が編纂した『宍戸記』[3]には、殺害された隆忠の祟りによって隆家が眼病を患い、隆忠の霊に謝罪したことで眼病が治癒したとの伝承が記されている[53]。宍戸隆忠の殺害事件については確かな史料で確認することはできないが、元亀3年（1572年）に毛利輝元が非業の死を遂げた者の亡魂を神として祀った際に、隆忠と思われる「宍戸家亡魂四郎」を祀る神社を勧請していることから、隆忠が非業の死を遂げていること自体は事実と考えられている[53]。ただし、天文13年（1544年）から天文14年（1545年）頃まで隆忠の活動が見られることから、その時期については系図に記された享禄2年（1529年）ではなく、天文10年代中頃以降である[53]。